# 용목왕후
용목왕후 이씨(容穆王后 李氏, 생몰년 미상)는 고려의 제10대 왕 정종의 제3비이다.

## 생애
공부시랑을 지낸 이품언(李稟焉)의 딸로, 본관은 알 수 없으며 충청도 부여 출신이다. 덕종의 제4비였던 이씨와 자매간이기도 하다. 언제 왕비가 되었는지는 기록되어있지 않으며, 단지 그녀가 살던 곳을 창성궁(昌盛宮)이라 하였다. 남편 정종과의 사이에서 딸 하나(도애공주)를 낳았다.
현대의 일부 학자들은 이품언의 관직이 정4품에 불과하고 별다른 기록이 없는데도 두 딸이 왕비가 되고 심지어 용목왕후가 왕후에까지 책봉된 것에 대해, 집안의 배경이 좋거나 이품언의 딸들이 미모가 뛰어났을 것이라는 추측을 하기도 한다.
그녀의 생몰년 및 능에 대한 기록은 남아있지 않아 자세히 알 수 없다. 시호는 용목왕후(容穆王后)이다.

## 가족 관계
- 아버지 : 공조시랑 이품언(李稟焉, 생몰년 미상)
  - 자매 : 덕종 제4비 이씨(工部侍郞 李氏, 생몰년 미상)
  - 남편 : 제10대 정종 용혜대왕(靖宗 容惠大王, 1018~1046 재위: 1034~1046)
    - 장녀 : 도애공주(悼哀公主, ?~1057[3])